# Hit the Road Man
Hit the Road Man è stato un programma televisivo italiano dedicato al cinema, alla musica, allo spettacolo e al calcio condotto dal giornalista Pascal Vicedomini, andato in onda su Canale 5 settimanalmente in seconda serata dal 30 maggio al 2 agosto 2014 e nuovamente dal 2017 al 2019.
Si trattava di un programma itinerante girato principalmente tra Stati Uniti (in particolare New York e Los Angeles nelle prime due puntate) e Italia nel quale il conduttore, dopo gli speciali su Iris Live from Cannes, andava alla ricerca degli artisti nei set, nelle feste e nelle rassegne musicali, cinematografiche, pubblicitarie e di moda dell'estate.